# Huberta
A Huberta a Hubert férfinév női párja.

## Gyakorisága
Az 1990-es években a Huberta szórványos név, a 2000-es években nem szerepel a 100 leggyakoribb női név között.

## Névnapok
- március 20.[2]
- november 3.[2]